# ۱۳۸۹ (خورشیدی)
۱۳۸۹ هزار و سیصد و هشتاد و نهمین سال هجری خورشیدی سالی عادی است.
سرآغاز این سال روز یکشنبه، ۲۱ مارس ۲۰۱۰ میلادی، برابر با ۵ ربیع‌الثانی ۱۴۳۱ هجری قمری است. همچنین این سال در گاه‌شماری حیوانی معادل ببر است.

## لحظهٔ تحویل سال
تحویل سال ساعت ۲۱ و ۲ دقیقه و ۱۳ ثانیه، روز شنبه ۲۹ اسفند ۱۳۸۸ هجری خورشیدی
مطابق ۴ ربیع‌الثانی ۱۴۳۱ هجری قمری
و ۲۰ مارس ۲۰۱۰ میلادی

## نام سال
بنا به طالع بینی هندی این سال را سال ببر نامیده‌اند.

## مناسبت‌ها
- نامگذاری این سال به نام «سال همت مضاعف و کار مضاعف» از طرف سیدعلی خامنه‌ای، رهبر جمهوری اسلامی
- نامگذاری این سال به نام «سال صبر و استقامت» از طرف میرحسین موسوی، از رهبران

## رویدادها
- ۷ فروردین - آغاز نخستین دورهٔ جشن جهانی نوروز در ایران
- ۲۱ فروردین - رئیس‌جمهور لهستان، لخ کاچینسکی، در میان ۹۶ کشته شده هنگام سقوط هواپیمای آن‌ها در نزدیکی اسمولنسک، روسیه است.
- ۳۱ فروردین - پس از انفجار سکوی نفتی دیپ‌واتر هاریزون تحت مسؤلیت شرکت نفت بریتانیا یک لکه نفتی در خلیج مکزیک به وجود آمد
- ۲۷ اردیبهشت - امضاء بیانیه تهران در خصوص تبادل هسته‌ای میان سه کشور ایران، برزیل و ترکیه
- ۶ خرداد - برگزاری همایش کورش هخامنشی و ذوالقرنین توسط مرکز دائرةالمعارف بزرگ اسلامی
- ۱۰ خرداد -حمله اسرائیل به کاروان ناوگان آزادی در هنگام درگیری با سربازان هنگام حمله نیروهای دریایی اسرائیل و دستگیری ناوگان کشتی‌هایی که قصد شکست محاصره غزه را داشتند، ۹ فعال کشته شدند.
- ۳ مرداد - ویکی لیکس، ناشر آنلاین مطالب ناشناس، مخفی و طبقه‌بندی شده، بیش از ۹۰٬۰۰۰ گزارش داخلی دربارهٔ مشارکت به رهبری ایالات متحده در جنگ افغانستان از ۲۰۰۴ تا ۲۰۱۰ به گوش مردم می‌رسد.
- ۷ مرداد - باران‌های شدید موسمی باعث جاری شدن سیل گسترده در استان خیبر پختونخوا پاکستان می‌شود. بیش از ۱۶۰۰ کشته و بیش از یک میلیون نفر در اثر سیل آواره شده‌اند.
- ۲۵ شهریور - برگزاری چهاردهمین جشن خانه سینما
- ۲۷ شهریور/سنبله. برگزاری دومین انتخابات شورای ملی افغانستان در نظام جمهوری اسلامی.
- ۹ آذر - آخرین قرنطینه زندان انفرادی خدیجه (شهلا) جاهد ؛پرستار،دانشجوی روان‌شناسی ، مربی مهد کودک ، همسر دوم موقت ناصر محمدخانی و محکوم به جنایت قتل فاطمه (لاله) سحرخیزان (خیّر و همسر اول ناصر محمدخانی)[۱] [۲]
- ۱۰ آذر - اعدام خدیجه ( شهلا ) جاهد ؛ پرستار ، دانشجوی روان‌شناسی ، مربی مهدکودک ، همسر دوم موقت ناصر محمدخانی و محکوم به جنایت قتل فاطمه ( لاله ) سحرخیزان (خیّر و همسر اول ناصر محمد خانی) [۳]
- ۲۶ آذر - خودسوزی محمد بوعزیزی دستفروش تونسی در اعتراض به توقیف کالاهایش اقدام بوعزیزی آغازگر انقلابی در تونس شد که به حکومت ۲۳ سالهٔ زین‌العابدین بن علی بر این کشور پایان بخشید ادامه این روند به جریانی موسوم به بهار عربی شد.
- ۱۹ دی - پرواز ۲۷۷ هواپیمایی ایران ایر در نزدیکی ارومیه در شمال شرقی کشور سقوط کرد و منجر به کشته شدن ۷۷ نفر شد.
- ۵ بهمن - آغاز انقلاب مصر با هدف سرنگونی حسنی مبارک.
- ۲۲ بهمن - خروج حسنی مبارک از مصر و پیروزی انقلاب مصر.
- ۲۵ بهمن - اعتراضات جنبش سبز در ۲۵ بهمن ۱۳۸۹۱ اسفند - اعتراضات جنبش سبز در ۱ اسفند ۱۳۸۹
- ۱۵ اسفند - هنگامی که ۱۵ جوان در درعا به جرم نوشتن نقاشی دیواری بر روی دیوار مدرسه خود و محکوم کردن رژیم رئیس‌جمهور بشار اسد دستگیر شدند، مرحله قیام داخلی جنگ داخلی سوریه آغاز شد.
- ۲۰ اسفند - زمین لرزه ای به بزرگی ۹٫۰ ریشتر و سونامی بعدی در شرق ژاپن رخ داد که منجر به کشته شدن ۱۵۸۴۰ نفر و مفقود شدن ۳۹۲۶ مورد دیگر شد. هشدارهای سونامی در ۵۰ کشور و سرزمین صادر می‌شود. شرایط اضطراری در چهار نیروگاه هسته ای متأثر از زلزله اعلام شده‌است.

## درگذشتگان
فروردین
فروردین

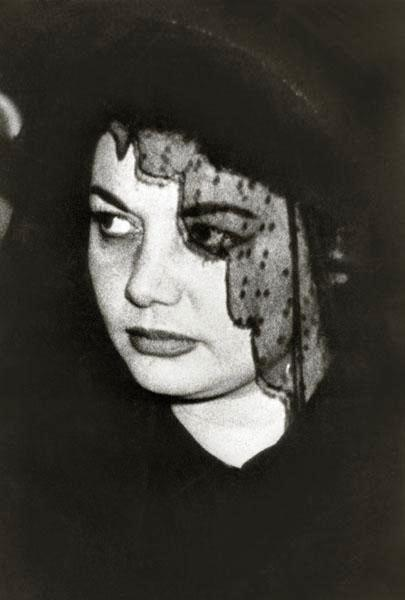
حمیده خیرآبادی

محمدعلی ابن‌الرضا خوانساری

- ۶ فروردین - ماه سلطان ربانی، همسر حسینعلی منتظری. (زاده ۱۳۰۵)
- ۱۰ فروردین - محمدعلی ابن‌الرضا خوانساری، روحانی شیعه و مؤسس حوزه علمیه خوانسار (زاده ۱۲۹۳)
- ۱۱ فروردین - محمدرضا جلالی نائینی، سیاستمدار ایرانی (زاده ۱۲۹۵)
- ۱۴ فروردین - رضا کرم‌رضایی، بازیگر، نمایشنامه‌نویس و کارگردان و مترجم ایرانی. (زاده ۱۳۱۶)
- ۱۸ فروردین - محمود بنفشه‌خواه، بازیگر ایرانی (زاده ۱۳۲۱)
- ۲۱ فروردین - کیومرث ملک‌مطیعی، بازیگر سینما و تلویزیون تائتر ایران. (زاده ۱۳۱۵)
- ۲۲ فروردین - غلام‌عباس قشقایی، معروف به جهان خواننده موزیک پاپ ایرانی (زاده ۱۳۳۳)
- ۲۷ فروردین - شجاع‌الدین شفا، ادیب و نویسنده ایرانی (زاده ۱۲۹۷)
- ۲۹ فروردین - هژبر یزدانی: از مردان اقتصاد ایران در دوره محمدرضا شاه پهلوی. (زاده ۱۳۱۳)
- ۳۰ فروردین - سید مصطفی الموسوی، رزمنده و جانباز جنگ ایران و عراق. اهل ایران (زاده ۱۳۲۸)
- ۳۱ فروردین - حمیده خیرآبادی؛ بازیگر ایرانی و ملقب به مادر سینمای ایران. (زاده ۱۳۰۳)

اردیبهشت

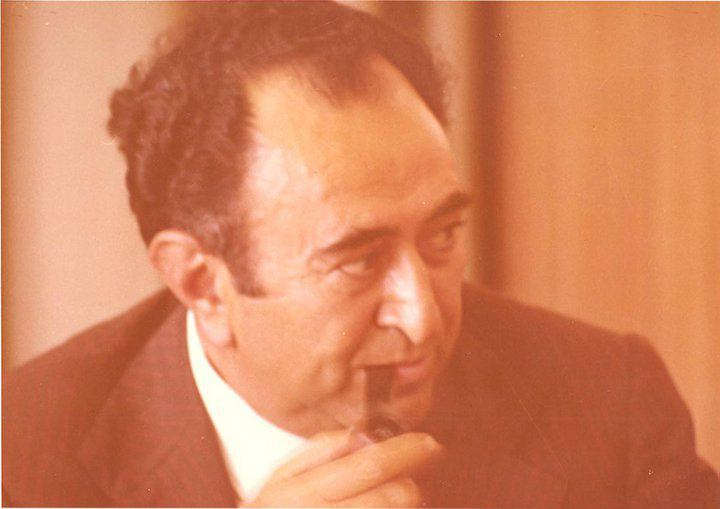
محمد بهمن‌بیگی

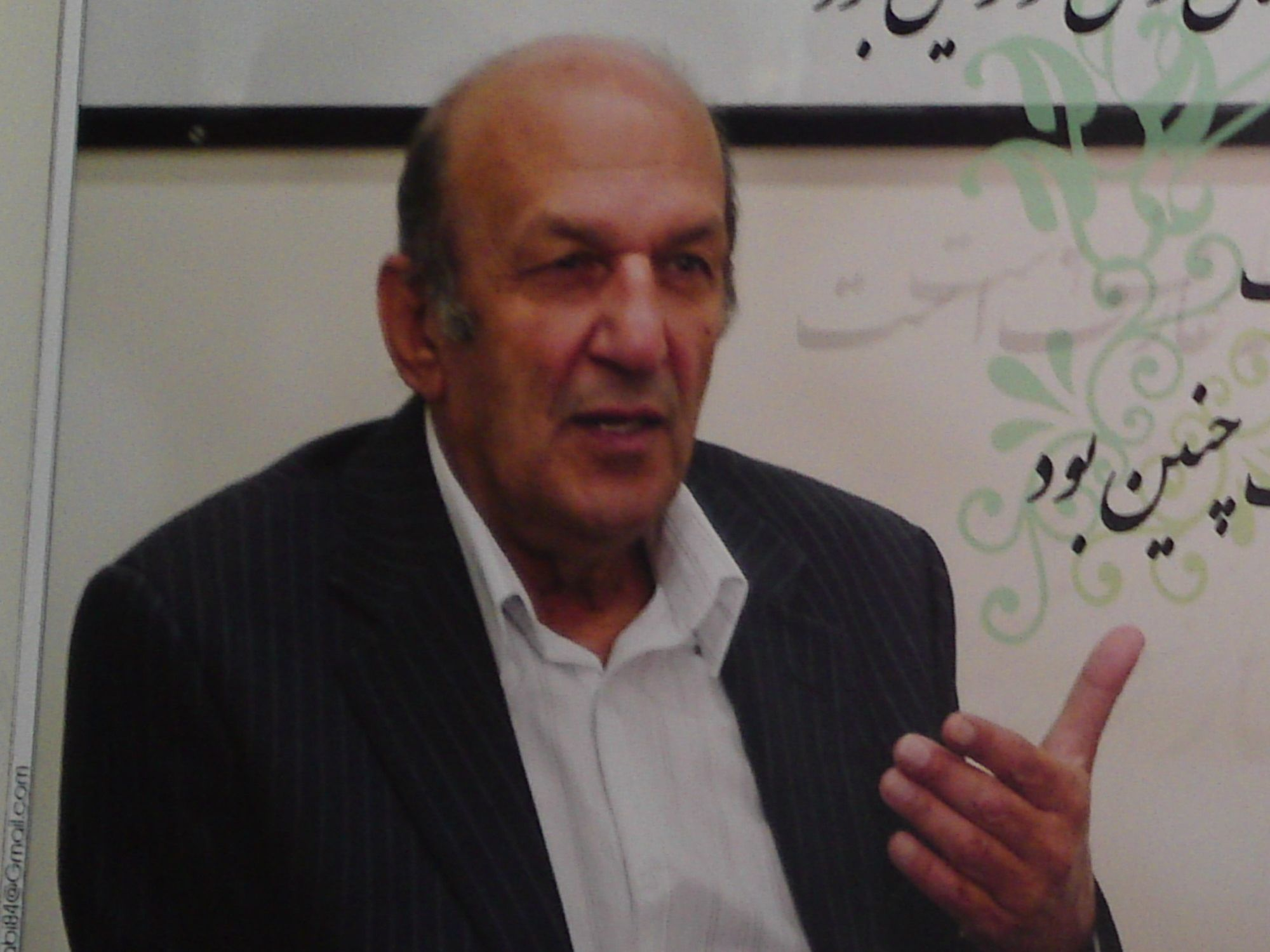
علی‌محمد حق‌شناس

معصومه سیحون

- ۱ اردیبهشت - عطاالله جنگوک، نوازنده تار و سه تار ایرانی (زاده ۱۳۲۷)
- ۳ اردیبهشت - نسرین خسروی، تصویرگر ایرانی کتاب‌های کودک و نوجوان. (زاده ۱۳۲۹)
- ۷ اردیبهشت - محمدحسین قشقایی، رئیس ایل قشقایی و نماینده مجلس شورای ملی (زاده ۱۲۹۳)
- ۸ اردیبهشت - نعمت حقیقی، فیلمبردار ایرانی (زاده ۱۳۱۸)
- ۱۰ اردیبهشت - علی‌محمد حق‌شناس، زبانشناس، فرهنگ‌نویس و شاعر ایرانی (زاده ۱۳۱۹)
- ۱۱ اردیبهشت - محمد بهمن‌بیگی، نویسنده و معلم ایرانی (زاده ۱۲۹۸)
- ۱۳ اردیبهشت - علی‌اصغر شهری، ترانه‌سرا و خواننده ایرانی (زاده ۱۳۲۵)
- ۱۶ اردیبهشت - اصغر روفه‌گر، استاد مرمت فرش اهل ایران (زاده ۱۳۰۲)
- ۱۷ اردیبهشت - باربد طاهری، تهیه‌کننده ایرانی (زاده ۱۳۲۱)
- ۱۹ اردیبهشت - مهدی اسلامیان، زندانی سیاسی کرد {اعدام} (زاده ؟)
- ۱۹ اردیبهشت - فرهاد وکیلی، زندانی سیاسی کرد {اعدام} (زاده ؟)
- ۱۹ اردیبهشت - شیرین علم‌هولی، زندانی سیاسی کرد {اعدام} (زاده ۱۳۶۰)
- ۱۹ اردیبهشت - فرزاد کمانگر، زندانی سیاسی کرد {اعدام} (زاده ۱۳۵۴)
- ۲۳ اردیبهشت - علی‌اصغر اوجانی، کارگردان تلویزیونی و تهیه‌کننده ایرانی (زاده ۱۳۳۶)
- ۲۹ اردیبهشت - محمد مفتی‌الشیعه، از مراجع تقلید شیعه اهل ایران (زاده ۱۳۰۷)
- ۳۱ اردیبهشت - معصومه سیحون، نقاش و مدیر گالری سیحون اهل ایرانی (زاده ۱۳۱۳)

خرداد

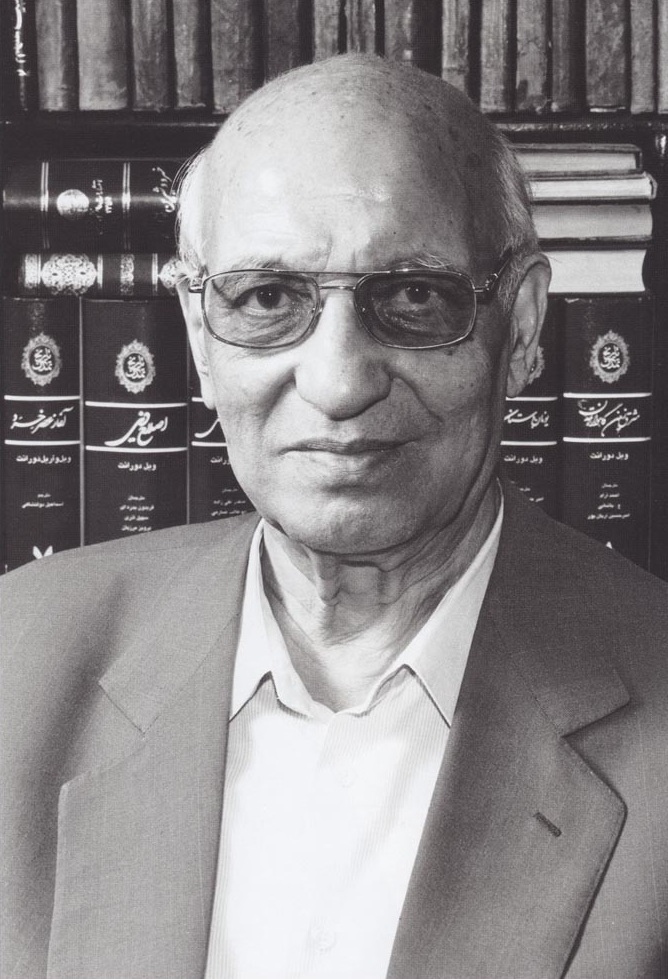
ابوالقاسم گرجی

- ۳ خرداد - کامبیز جمالی، فوتبالیست ایرانی (زاده ۱۳۱۷)
- ۶ خرداد - محمدرضا اعلامی، فیلنامه‌نویس و کارگردان ایرانی (زاده ۱۳۳۵)
- ۱۱ خرداد - آندره آرزومانیان، نوازنده پیانو و آهنگساز ایرانی ارمنی‌تبار (زاده ۱۳۳۳)
- ۱۵ خرداد - محمدعلی حیاتی، نماینده مردم شهرستان‌های لامرد و مهر در دوره‌های هفتم و هشتم مجلس شورای اسلامی. (زاده ۱۳۳۳)
- ۲۵ خرداد - مصطفی تاجیک، کشتی‌گیر ایرانی (زاده ۱۳۱۱)
- ۲۶ خرداد - مریم حاتمی، شاعر و نمایشنامه‌نویس ایرانی (زاده ۱۳۶۲)
- ۳۰ خرداد - مرتضی انواری، ریاضیدان و بنیان‌گذار مدرسه عالی کامپیوتر ایران (زاده ۱۳۱۰)
- ۳۱ خرداد - محمدحسن اعرابی، دومین داماد سید روح‌الله خمینی (زاده ۱۳۰۳)

تیر

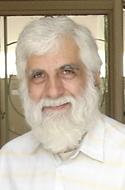
کارو لوکاس

محمود بهرامی

رحیم رضازاده ملک

- ۹ تیر - منوچهر مرتضوی، ادیب، نویسنده و پژوهشگر ایرانی (زاده ۱۳۰۸)
- ۱۴ تیر - حسنعلی علیپور، خیر مدرسه ساز (زاده ۱۳۱۷)
- ۱۵ تیر - محمود بهرامی بازیگر سینما (زاده ۱۳۱۶)
- ۱۷ تیر - کارو لوکاس، دانشمند و پدر رباتیک ایران (زاده ۱۳۲۸)
- ۲۰ تیر - عنایت‌الله رضا، فیلسوف و نویسنده و محقق تاریخ و جغرافیای تاریخی ایران (زاده ۱۲۹۹)
- ۲۱ تیر - علی خدادادی، طراح فرش (زاده ۱۳۲۵)
- ۲۲ تیر - رحیم رضازاده ملک، استاد و پژوهشگر در تقویم و تاریخ و فرهنگ معاصر ایران (زاده ۱۳۱۹)
- ۲۲ تیر - علی شاطرزاده، کاراته باز ایرانی (زاده ۱۳۵۲)
- ۲۷ تیر - رضا سقایی، خواننده لری اهل ایران. (زاده ۱۳۱۸)

مرداد
- ۱ مرداد - کورش فرزامی، معمار ایرانی (زاده ۱۳۱۴)
- ۵ مرداد - سید عطاءالله احمدی، روحانی ایرانی (زاده ۱۳۰۳)
- ۹ مرداد - محمد نوری، خواننده ایرانی. (زاده ۱۳۰۸)
- ۹ مرداد - اسماعیل ططری، سیاستمدار ایرانی (زاده ۱۳۳۳)
- ۲۲ مرداد - فرامرز فرازمند، تهیه‌کننده ایرانی (زاده ۱۳۲۴)
- ۲۳ مرداد - حمید آرش‌آزاد، شاعر، نویسند و طنزپرداز ایرانی (زاده ۱۳۲۷)
- ۲۱ مرداد - محمدعلی ترقی‌جاه، نقاش ایرانی (زاده ۱۳۲۲)
- ۲۷ مرداد - مسعود برزین، روزنامه‌نگار ایرانی و رئیس سابق رادیو و تلویزیون ملی ایران (زاده ۱۲۹۹)
- ۲۹ مرداد - هوشنگ ساعدلو، اقتصاددان ایرانی. (زاده ۱۳۰۹)

شهریور
- ۱ شهریور - مهین شهابی؛ بازیگر ایرانی. (زاده ۱۳۱۵)
- ۶ شهریور - علی بهزادی، روزنامه‌نگار و بنیان‌گذار مجله سپید و سیاه (زاده ۱۳۰۴)
- ۷ شهریور - محمدحسن احمدی فقیه یزدی، مجتهد شیعی و از استادان حوزه علمیه قم (زاده ۱۳۳۰)
- ۱۳ شهریور - ابوالحسن ضیاظریفی، از پیشگامان مبارزه با بیماری سل در ایران (زاده ۱۳۰۵)
- ۲۳ شهریور - هانیبال الخاص، نقاش و مجسمه‌ساز ایرانی. (زاده ۱۳۰۹)
- ۳۰ شهریور - عبدالرضا سودبخش، دانشیار و عضو هیئت علمی دانشگاه علوم پزشکی تهران. {ترور} (زاده ۱۳۲۸)

مهر

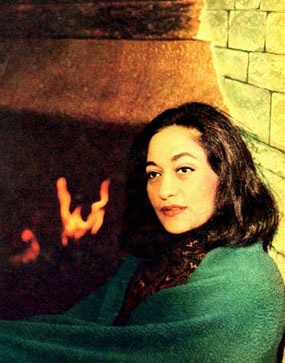
مرضیه

- ۹ مهر - ماشاءالله امین‌سرور، دوچرخه سوار ایرانی (زاده ۱۳۱۰)
- ۱۰ مهر - رضا خندان، بازیگر سینما و تلویزیون (زاده ۱۳۳۲)
- ۱۳ مهر - منوچهر حقانی‌پرست، فیلمبردار و کارگردان ایرانی (زاده ۱۳۳۰)
- ۲۰ مهر -معصومه اسکندری، بازیگر ایرانی (زاده ۱۳۰۴)
- ۲۱ مهر - مرضیه، خواننده سرشناس. (زاده ۱۳۰۳)
- ۲۵ مهر - مسعود هوشمند، ترانه‌سرا و شاعر ایرانی (زاده ۱۳۲۵)

آبان
- ۹ آبان - اولین باغچه‌بان، بنیان‌گذار اپرای تهران (زاده ۱۳۰۷)
- ۱۹ آبان - محمدمهدی سمیعی، مدیر بانک مرکزی (زاده ۱۲۹۷)
- ۲۰ آبان - اسماعیل ریاحی، کارگردان ایرانی (زاده ۱۲۹۹)
- ۲۲ آبان - پریرخ دادستان، دانشمند ایرانی (زاده ۱۳۱۲)
- ۲۳ آبان - مهدی آریان‌نژاد، بازیگر ایرانی (زاده ۱۳۲۶)

آذر

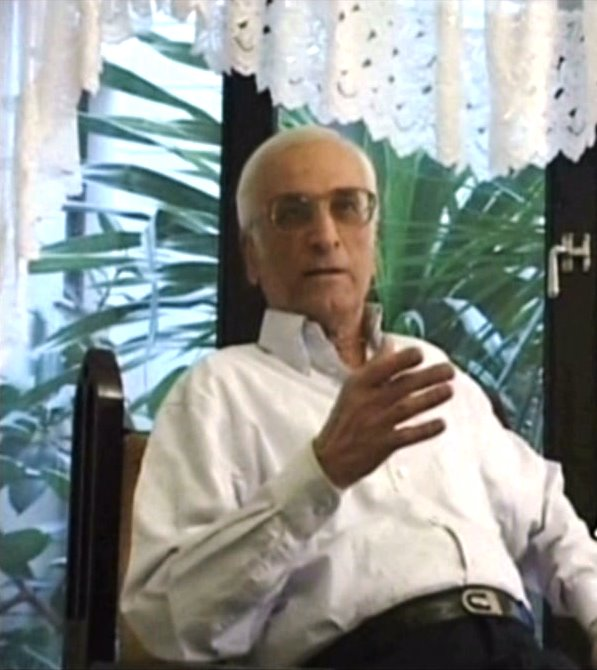
سیف‌الله کامبخش‌فرد

- ؟ آذر - محمود قبه زرین، تهیه‌کننده رادیو و صداپیشه (زاده ۱۳۱۹)
- ۵ آذر - رضا عارفان، بازیگر ایرانی (زاده ۱۳۱۵)
- ۸ آذر - مجید شهریاری، فیزیکدان ایرانی {ترور} (زاده ۱۳۴۵)
- ۸ آذر - سیف‌الله کامبخش‌فرد، باستان‌شناس و رئیس موزه ایران باستان (زاده ۱۳۰۸)
- ۹ آذر - ابوالقاسم قلم‌سیاه، فیزیکدان ایرانی (زاده ۱۲۹۹)
- ۱۰ آذر - بیژن الهی، شاعر و مترجم (زاده ۱۳۲۴)
- ۱۰ آذر - خدیجه ( شهلا ) جاهد ؛ پرستار ، دانشجوی روان‌شناسی ، مربی مهدکودک ، همسر دوم موقت  ناصر محمد خانی و محکوم به قتل فاطمه ( لاله ) سحرخیزان (خیّر و همسر اول ناصر محمدخانی) (زاده ۱۳۴۸)
- ۱۴ آذر - شمس آل‌احمد، نویسنده ایرانی و برادر جلال آل‌احمد (زاده ۱۳۰۸)
- ۱۷ آذر - منوچهر طبری، کارگردان و مستندساز ایرانی (زاده ۱۳۲۰)
- ۲۹ آذر - حسین باغی، صداپیشه ایرانی (زاده ۱۳۲۹)

دی

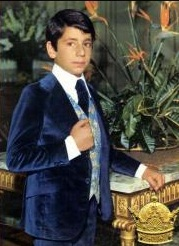
علیرضا پهلوی فرزند سوم محمدرضا پهلوی

- ۱ دی - شاپور یاسمی، فیلنامه‌نویس و کارگردان ایرانی (زاده ۱۳۰۱)
- ۳ دی - محمد عبداللهی، جامعه‌شناس ایرانی (زاده ۱۳۲۳)
- ۱۱ دی - علی‌اشرف والی، خوشنویس و نقاش ایرانی (زاده ۱۲۹۹)
- ۱۴ دی - علیرضا پهلوی (دوم)، فرزند سوم محمدرضا پهلوی (زادروز ۱۳۴۵)
- ۱۶ دی - محسن پزشکپور، سیاستمدار ایرانی (زاده ۱۳۰۶)
- ۲۵ دی - حسین خضری، زندانی سیاسی کرد {اعدام} (زاده ۱۳۶۱)
- ۲۸ دی - علی آبچوری، نوازنده قوشمه (زاده ۱۳۱۰)

بهمن

داریوش همایون

- ۴ بهمن - محمدعلی حاج‌آقایی، زندانی سیاسی و عضو سازمان مجاهدین خلق که به اعدام محکوم شد (زاده ۱۳۲۷)
- ۸ بهمن - داریوش همایون، وزیر اطلاعات و جهانگردی و سخنگوی دولت نخست‌وزیری جمشید آموزگار (زاده ۱۳۰۷)
- ۱۶ بهمن - محسن یوسف‌بیک، بازیگر و مجری تلویزیون (زاده ۱۳۱۹)
- ۹ بهمن - زهرا بهرامی، شهروند ایرانی-هلندی عضو انجمن پادشاهی ایران بود، که در جریان تظاهرات روز عاشورا دستگیر و سپس به دلیل حمل مواد مخدر در دادگاه انقلاب اسلامی به قضاوت قاضی صلواتی محکوم و اعدام شد (زاده ۱۳۴۳)
- ۱۳ بهمن - حسن علی اکبر خانه، از برترین کاشی کاران سنتی ایران (زاده ۱۳۰۶)
- ۲۱ بهمن - عزالدین حسینی، از رهبران و شخصیت‌های دینی و سیاسی کرد. (زاده ۱۳۰۱)
- ۲۵ بهمن - صانع ژاله، از مخالفان حکومت جمهوری اسلامی ایران (جنبش سبز) (زاده ۱۳۶۳)
- ۲۵ بهمن - محمد مختاری، از مخالفان حکومت جمهوری اسلامی ایران (جنبش سبز) (زاده ۱۳۶۸)
- ۲۵ بهمن - امیرحسین طهرانچی، از مخالفان حکومت جمهوری اسلامی ایران (جنبش سبز) (زاده ؟)
- ۲۵ بهمن - حامد نورمحمدی، از مخالفان حکومت جمهوری اسلامی ایران (جنبش سبز) (زاده ؟)

اسفند

آلنوش طریان

- ۳ اسفند - آزاده شفیق، دختر اشرف پهلوی، خواهرزاده محمدرضا پهلوی. (زاده ۱۳۲۹)
- ۷ اسفند - عباس امیری مقدم، بازیگر ایرانی (زاده ۱۳۲۳)
- ۷ اسفند - محمود بروجردی، داماد سید روح‌الله خمینی (زاده ۱۳۱۳)
- ۷ اسفند - ابوالقاسم گرجی، نوزدهمین رئیس دانشگاه تهران (زاده ۱۳۰۰)
- ۹ اسفند - بهمن محصص، نقاش، مجسمه‌ساز و مترجم ایرانی (زاده ۱۳۱۰)
- ۹ اسفند - مهری ودادیان، بازیگر ایرانی. (زاده ۱۳۱۵)
- ۱۵ اسفند - آلنوش طریان، فیزیکدان و ستاره‌شناس ایرانی ملقب به «مادر نجوم» و «بانوی اختر فیزیک ایران» (زاده ۱۲۹۹)
- ۱۵ اسفند - سید حسن فقیه امامی، فقیه، اصولی، مجتهد شیعه (زاده ۱۳۱۴)
- ۱۷ اسفند - محمود روح‌الامینی، مردم‌شناس ایرانی (زاده ۱۳۰۷)
- ۱۷ اسفند - امیرمسعود برومند، فوتبالیست سابق ایرانی (زاده ۱۳۰۷)
- ۱۸ اسفند - ایرج افشار: پژوهشگر، ایران‌شناس و کتاب‌شناس ایرانی. (زاده ۱۳۰۴)
- ۱۸ اسفند - غنی بلوریان، از بنیان‌گذاران و رهبران حزب دموکرات کردستان (زاده ۱۳۰۳)
- ۲۴ اسفند - بهنود رمضانی، از مخالفان حکومت جمهوری اسلامی ایران (زاده ۱۳۷۱)
- ۲۴ اسفند - محمود ماهرالنقش - هنرمند و نقاش ایرانی (زاده ۱۳۰۱)

بدون تاریخ
محمدعلی عربی - روحانی و نمایندهٔ حوزه انتخابیه کاشمر (زادهٔ ۱۳۳۲)